# Bryocyclops muscicola
Bryocyclops muscicola är en kräftdjursart som först beskrevs av Menzel 1926.  Bryocyclops muscicola ingår i släktet Bryocyclops och familjen Cyclopidae. Inga underarter finns listade i Catalogue of Life.